# Namenlose Helden
Namenlose Helden è un film muto del 1925 diretto da Kurt Bernhardt al suo debutto nella regia. Il regista, emigrato negli anni trenta negli Stati Uniti, avrebbe cambiato il nome in quello di Curtis Bernhardt e sarebbe diventato uno dei più apprezzati registi di Hollywood.

## Produzione
Il film fu prodotto dalla Prometheus Film.

## Distribuzione
Distribuito dalla Prometheus-Film-Verleih und Vertriebs-GmbH, venne presentato in prima a Lipsia al Welt-Theater. Nel settembre 1925, uscì anche in Austria.